# Грете Раск
Маргрете (Грете) П. Раск (дан. Margrethe (Grethe) P. Rask; 1930, Тістед — пом. 12 грудня 1977, Копенгаген) — данська лікарка-хірург, яка працювала в Республіці Заїр (нині Демократична Республіка Конго). Смерть Раск була визнана смертю від СНІДу. Вона, як і Арвід Ное, стала однією з перших європейців, які померли від захворювань, пов'язаних зі СНІДом.

## Ранні роки та Заїр (1930–1974)
Народилася в 1930 році в данському місті Тістед. У 1964 році невеликий період часу працювала в Африці, в Республіці Заїр (нині Демократична Республіка Конго), але була відкликана назад в Європу для проходження курсу хірургії шлунка і тропічних хвороб. Пізніше вона повернулась в Заїр, де з 1972 по 1975 роки працювала в лікарні у містечку Абумомбазі. З 1975 по 1977 роки працювала в госпіталі Червоного хреста в Кіншасі. Найімовірніше, вона могла інфікуватися ВІЛ в 1964 році. Її друг і колега, Ib Christian Bygbjerg (лікар, який спеціалізується на інфекційних хворобах), в 1983 році в листі медичного журналу «The Lancet» описав цей період роботи так: «Працюючи хірургом в досить примітивних умовах, вона [Раск] була схильна до контакту з кров'ю та іншими біологічними рідинами своїх африканських пацієнтів.»

## Хвороба та смерть  (1975–1977)
Симптоми захворювання з'явилися в кінці 1974 року, вони включали діарею, збільшення лімфатичних вузлів, втрату ваги і швидку стомлюваність. У 1975 році після проведеного лікування симптоми тимчасово зменшилися. Після відпочинку в ПАР у липні 1977 року стан Раск суттєво погіршився — у неї з'явилися проблеми з диханням, вона не могла довго дихати самостійно і була змушена використовувати кисневі балони . Вона повернулася в Данію. В госпіталі в Копенгагені (Copenhagen's Rigshospitalet) у Раск були виявлена пневмоцистна пневмонія, кандидоз і стафілококова інфекція. Також аналізи показали, що у Раск практично були відсутні Т-лімфоцити, що вказувало на сильне пригнічення імунітету. В той час лікарі Раск дивувалися щодо природи її захворювання, яке ретроспективно стане розглядатись як один з перших випадків СНІДу, який був зареєстрований за межами Африки.
Після багатьох обстежень і невдалого лікування вона в повернулась додому в свій котедж на березі Фіорда в листопаді 1977 року, де за нею піклувалась її давня подруга (медсестра). У грудні 1977 року вона відправилася в госпіталь, де 12 грудня померла від пневмоцистної пневмонії.

## Розтин та подальші  дослідження
Розтин показав, що легені Раск мали велику кількість пневмоцист, що спричиняють рідкісний вид пневмонії у людей з імунодефіцитом. Сьогодні пневмоцистна пневмонія відома як одне з ВІЛ-асоційованих захворювань. Зразки крові Раск були проаналізовані в Копенгагені в 1984 році після обширних досліджень по СНІДу. Тест був зроблений за допомогою ранньої версії ІФА і дав негативний результат на ВІЛ/СНІД. У 1987 році в США при дослідженні її крові на ВІЛ за допомогою більш удосконаленого тесту двічі був отриманий позитивний результат. Таким чином, Раск була однією з перших неафриканців, що померли від СНІДу.